# クレセル (アヴェロン県)
クレセル （Creissels、古くはCreyssel、オック語:Creissèls）は、フランス、オクシタニー地域圏、アヴェロン県のコミューン。

## 地理
コミューンの管轄区域は、中央高地南部の一部を具象化している。コミューンはコース・デュ・ラルザック地方とその山脈の支脈の一部に広がっており、町と境を接するタルヌ川谷の一部も含まれている。

## 歴史
多くの発掘品（陶器、硬貨、宝石など）は、コミューンに銅器時代やガロ＝ローマ時代から人が定住していたことを示している。
9世紀には、確かにルタードがヴィグリー（fr、中世の行政裁判所）を所有し、13世紀からはクレセル子爵ロクフイユ家が所有し、1230年には同盟によってロデーズ家に移っていた。ロデーズ伯アンリ2世は居住用の城を築いた。1283年から1403年まで、それはアルマニャック家の子爵の所有となり、その後婚姻によって王と結びついてヴィグリーは王家のものとなった。高等な司法権を持たない単純な領主権を備えた城は、その後モンカルム家、アランソン家、アルブレ家、ヴァンドーム家、クローザ家、その後ガリー家のものとなった。
フランス南部にユグノー反乱が起きていた1628年の8月から9月、クレセルはユグノーの首領ロアン公アンリ2世に包囲された。村はコンデ公アンリ2世率いるカトリック軍によって救われた。
1814年、火災によってクレセル城は全体の2/3が破壊された。

## 人口統計
2016年時点のコミューン人口は1597人で、2011年時点の人口より6.04%増加した。
| 1962年 | 1968年 | 1975年 | 1982年 | 1990年 | 1999年 | 2005年 | 2016年 |
| ------ | ------ | ------ | ------ | ------ | ------ | ------ | ------ |
| 837    | 936    | 1291   | 1326   | 1401   | 1501   | 1487   | 1597   |

参照元:1962年から1999年までは複数コミューンに住所登録をする者の重複分を除いたもの。それ以降は当該コミューンの人口統計によるもの。1999年までEHESS/Cassini、2006年以降INSEE

## 経済
コミューン経済は、様々な分野の企業の多様性が特徴である。コミューン内にある6つの農場は、ロックフォールチーズ、ペライユチーズ、トムチーズなどチーズ生産に必要とされるヒツジの生乳の生産や、肥育用の子牛と子羊の生産という、伝統的に大規模農業に基づいている。農村観光も多様である。

## 史跡
- ベレールの農場 - 歴史的記念物[6]。典型的なラルザック地方の農家の建物。建物は長方形の中庭を挟んでU字型となっている。
- クレセル城
- ブンドゥラウ洞窟 - 同名の圏谷内にある
- 滝
- ミヨー橋 - 橋の主塔7本のうち5本はクレセルの面積内に建てられている

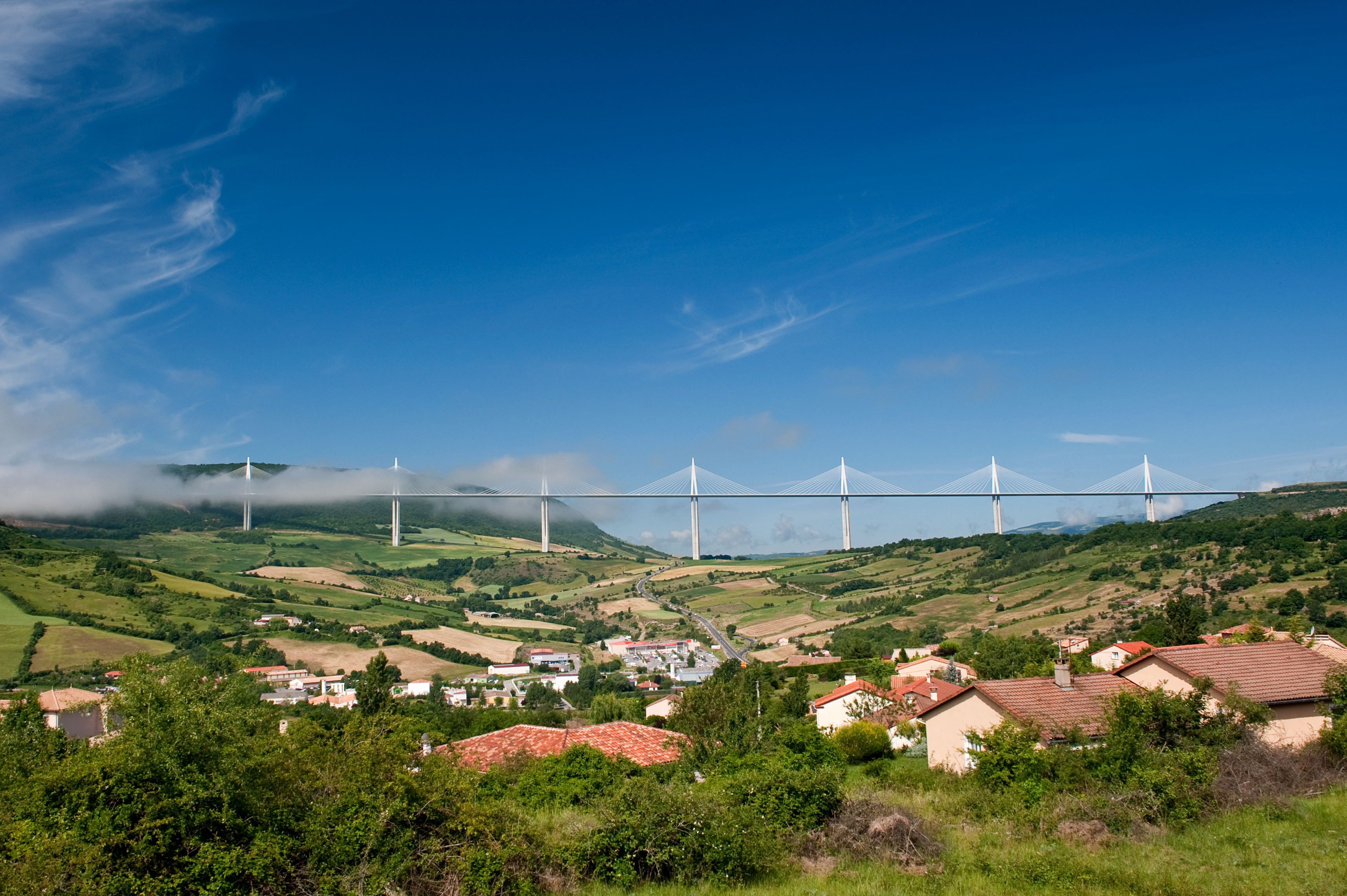
村と高架橋
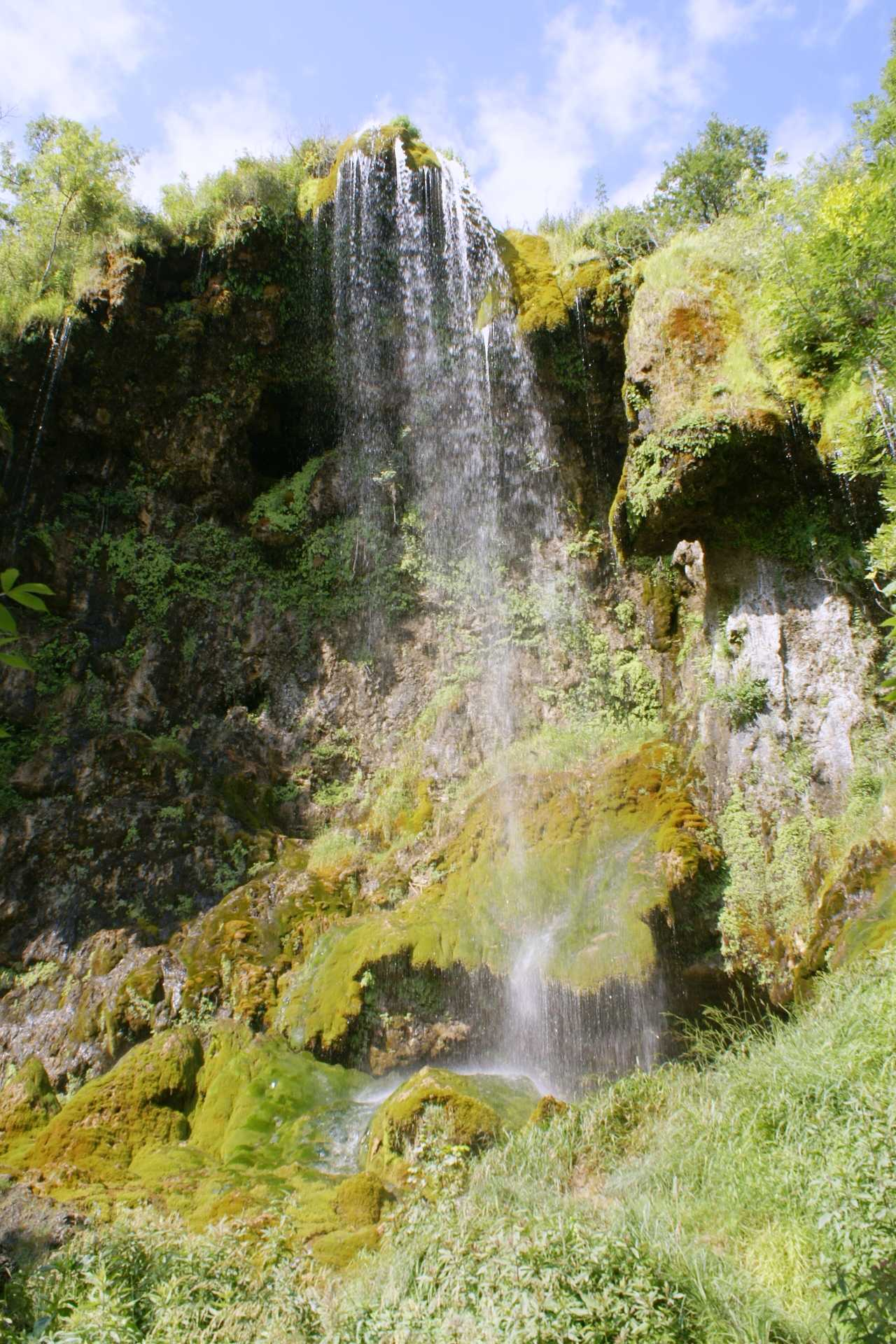
滝
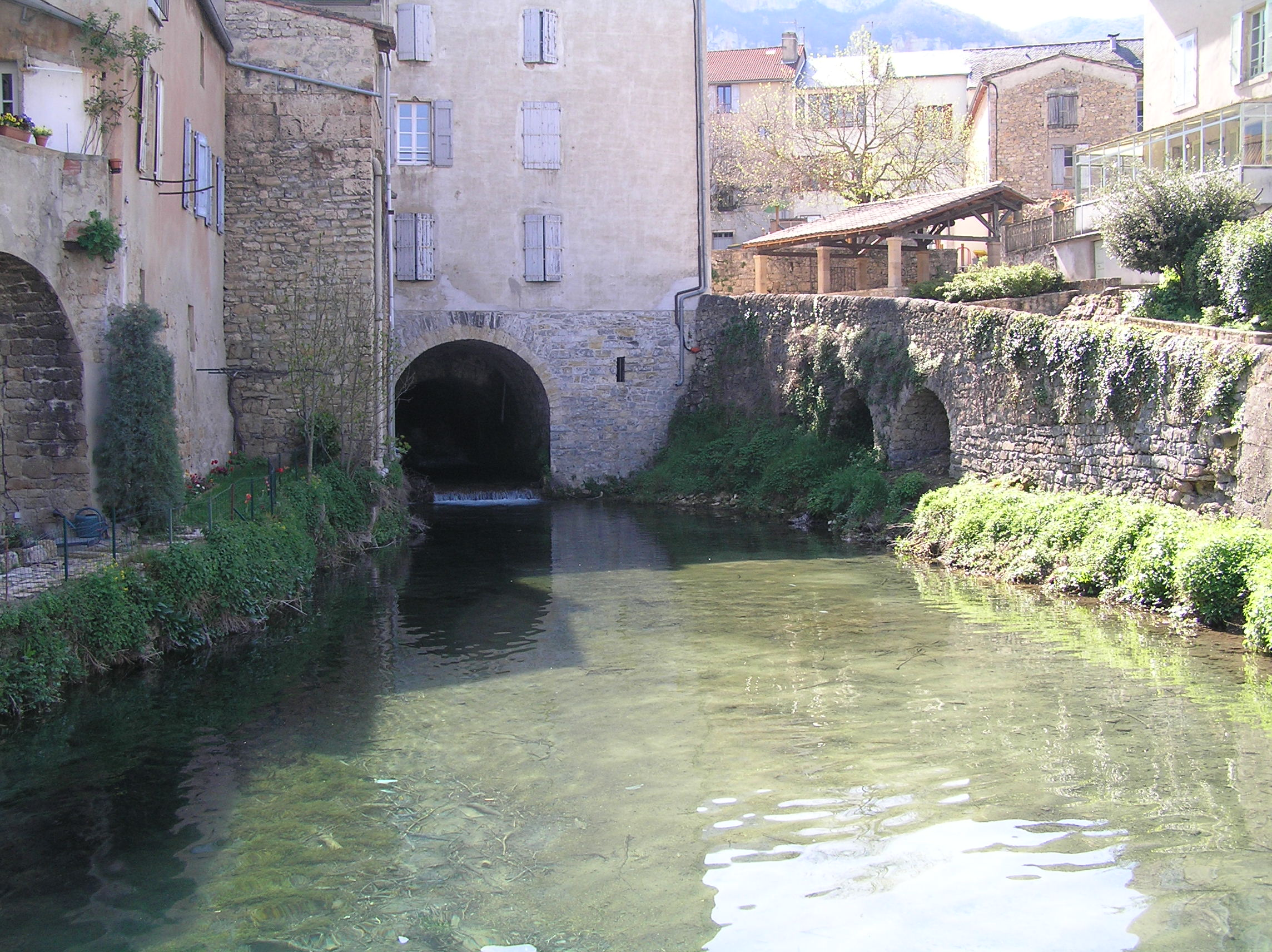